# 東洋雜誌
《東洋雜誌》（越南语：／）是越南法屬時期的一份報紙，主要由阮文永擔任主編。法國殖民者為了化解民怨、減少武裝起義事件，他們在1913年5月15日主動發行《東洋雜志》作為法國殖民政策的宣傳報。

## 發行經過及內容
東洋雜志第一期出版那時候算是《六省新聞》（Lục tỉnh tân văn）在西貢出版的副本，每一個禮拜出版一期。東洋雜志的發展過程可以分成兩個階段，第一個階段是從1913年的第一期到1915年的第一期，第二個階段是從1915年的第二期到停止出版的1919年9月15日。第一個階段，東洋雜志只是一般的言論報紙，主要內容是反映法國殖民的觀點。從1915年的第二期起東洋雜志的主要內容轉到有關文學及學術的方面，分成歷史、風俗、古文、古學、翻譯文學等內容，篇幅比較小，像一本書。意即，東洋雜志從綜合政治新聞的雜誌完全轉換成文化社會的雜誌。
這份報紙有法文和越南文版。雖然它發行目的是為了宣傳政策，但因為將很多法文文學作品翻為越南文，所以這份報紙對20世紀初越南新文學的出現有很重要的貢獻。